# Andrew Howard
Andrew Howard (Cardiff, 1969) é um ator galês.
Seus trabalhos ocorrem no teatro, cinema e televisão, como o filme Revolver de 2005, Band of Brothers, uma produção da HBO para a televisão em 2001 ou A Christmas Carol e Twelfth Night, uma peças de teatro.
Em 2012, fez o papel de "Bad" Frank Phillips na minissérie Hatfields & McCoys.

## Filmografia

### Papéis principais[3][4][5][6]
| Ano  | Filme                | Papel          |
| ---- | -------------------- | -------------- |
| 2010 | I Spit on Your Grave | Sheriff Storch |
| 2009 | Blood River          | Joseph         |
| 2009 | Luster               | Thomas Luster  |
| 2008 | Love Me Still        | Mickey Ronson  |
| 2006 | The Devil's Chair    | Nick West      |
| 2004 | One Perfect Day      | Hector Lee     |
| 2003 | The Lion in Winter   | Richard        |
| 2002 | Shooters             | J              |
| 2001 | Mr In-Between        | Jon            |
| 1999 | Shades               | Dylan Cole     |
| 1999 | The Cherry Orchard   | Trofimov       |

### Papéis de apoio
| Ano  | Filme                | Papel              |
| ---- | -------------------- | ------------------ |
| 2011 | The Hangover Part II | The Russian Dealer |
| 2011 | Limitless            | Gennady            |
| 2007 | Cassandra's Dream    | Jerry              |
| 2005 | Revolver             | Billy              |
| 2005 | The Last Drop        | Capt. Edward Banks |
| 2005 | Heights              | Ian                |
| 2002 | Below                | Hoag               |
| 2002 | Moonlight            | Gang Leader        |
| 2000 | Rancid Aluminium     | Trevor             |

### Televisão
| Ano  | Série                             | Episódio                                 | Papel                 |
| ---- | --------------------------------- | ---------------------------------------- | --------------------- |
| 2012 | Hatfields & McCoys                | Episodes 1-3 (entire miniseries)         | "Bad" Frank Phillips  |
| 2011 | Burn Notice                       | Dead to Rights Better Halves Army of One | Tavian Khorza         |
| 2011 | Law & Order: Special Victims Unit | Season 12, Episode 24 : "Smoked"         | Luke Ronson           |
| 2007 | Suspect                           | TV Movie                                 | Stella                |
| 2001 | Band of Brothers                  | Crossroads Day of Days                   | Capt. Clarence Hester |

### Roteirista
| Year | Film     |
| ---- | -------- |
| 2010 | Pig      |
| 2002 | Shooters |